# Giuseppe Paladino
Pour les articles homonymes, voir Paladino.
Giuseppe Paladino né à Messine le 3 janvier 1721 et mort en cette ville en 1794 est un peintre italien actif au XVIIIe siècle, à la fin de l'époque baroque à Messine et en Sicile.

## Biographie
Giuseppe Paladino est né en 1721  à Messine  où il a eu une première formation auprès de son oncle, Litterio Paladino. Toute sa famille est morte pendant la peste de 1738.
Il se rendit à Rome  où il  a été patronné par le Cardinal d'York pour être un élève de Sebastiano Conca. Il est retourné à Messine et peint à Santa Maria Lampedusa une Défaite des anges déchus, l'Histoire de Joseph, le Passage de l'Arche, la Noyade de Pharaon dans la Mer Rouge. Il a également peint  Saint Gilles pour l'église de San Giovanni Gerosolimitano.